# Rede Verão
Rede Verão foi uma rede de rádio brasileira presente em São Paulo, Rio de Janeiro, Recife, Porto Alegre, Belo Horizonte, Campinas, Ribeirão Preto e arredores destas cidades.
Tocava diversos gêneros musicais, nacionais e internacionais. A rede de rádio pertencia ao Grupo Bel.

## História
Segundo fontes jornalísticas, o Grupo Bel estaria disposto a seguir uma rede própria, sem o nome da empresa de comunicações Oi a partir de 2012 devido ao fim do contrato com a Oi FM, e que haveria consequentes contratações e demissões a partir dessa iniciativa. 
O destino das rádios a princípio seria incerto, uma vez que boa parte das rádios não pertence diretamente ao Grupo Bel, mas a probabilidade é de seguir com uma rede voltada ao público adulto contemporâneo, e com as emissoras batizadas com seus números de dial (exemplo: a Oi FM do Rio passaria a se chamar 102,9 FM).
Após muitas especulações e expectativas, foi definido que, durante os três primeiros meses do ano, as emissoras sejam nomeadas com seus números de dial e transmitindo a mesma programação da antiga rede, isto é, voltada ao público adulto-contemporâneo.
No dia 3 de fevereiro de 2012, foi anunciada a saída da 102,9 FM a partir de 5 de março (previsão de data). Em seu lugar, o Sistema Jornal do Brasil retoma o dial da emissora carioca e passa a operar uma nova afiliada da Jovem Pan 2 FM. Esta é a primeira saída de afiliada da rede desde a mudança de nome de Oi FM para Rede Verão.
No dia 7 de fevereiro de 2012, o Sistema Clube de Comunicação, arrendatário da 94,1 FM de Ribeirão Preto, anunciou que a frequência irá retornar a transmitir a Melody FM, tradicional rádio adulto-contemporânea da região de Ribeirão Preto..
O Grupo Bel firmou uma parceria com o Grupo Bandeirantes de Comunicação para a implantação da "Bradesco Esportes FM", uma rede FM voltada à transmissão esportiva, tendo patrocínio master do banco Bradesco, ao invés do vínculo com o canal esportivo BandSports (tal qual acontece com a BandNews). A nova rede operará em quatro das sete praças (SP, BH, Porto Alegre e Recife).

## Emissoras
Emissoras que integraram o projeto de rede com o Grupo Bel e suas sucessoras após o encerramento das atividades:
| Emissora | Cidade         | UF | Frequência   | Situação posterior                | Período de afiliação |
| -------- | -------------- | -- | ------------ | --------------------------------- | -------------------- |
| 94,1 FM  | Belo Horizonte | MG | FM 94.1 MHz  | Seguiu com a Bradesco Esportes FM | 2011-2012            |
| 94,1 FM  | Campinas       | SP | FM 94.1 MHz  | Planalto FM                       | 2011-2012            |
| 90,3 FM  | Porto Alegre   | RS | FM 90.3 MHz  | Seguiu com a Bradesco Esportes FM | 2011-2012            |
| 97,1 FM  | Recife         | PE | FM 97.1 MHz  | Globo FM                          | 2011-2012            |
| 94,1 FM  | Ribeirão Preto | SP | FM 94.1 MHz  | Melody FM                         | 2011-2012            |
| 102,9 FM | Rio de Janeiro | RJ | FM 102.9 MHz | Jovem Pan FM Rio de Janeiro       | 2011-2012            |
| 94,1 FM  | São Paulo      | SP | FM 94.1 MHz  | Seguiu com a Bradesco Esportes FM | 2011-2012            |